# Actinomyces naeslundii
Actinomyces naeslundii Thompson and Lovestedt, 1951 è un batterio Gram-positivo appartenente all'ordine Actinomycetales.

## Descrizione
Uno dei primi colonizzatori della placca batterica orale, è un microrganismo anaerobio o aerobio facoltativo. È un microrganismo caratterizzato da un alto contenuto di Guanina e Citosina che può arrivare a 60%. Si trova specialmente sui depositi di placca a livello degli elementi dentali e nel solco gengivale, per cui è quasi assente nei casi di edentulia. Questo microbo è provvisto da attività enzimatica atta a idolizzare l'urea. L'enzima in causa si chiama ureasi e catalizza la reazione NH2CONH2 → (NH3)2 + CO2, ne consegue che in soluzione acquosa specifica della saliva si avrà la formazione di ioni NH+4 che con la capacità tampone caratteristica determinerà un innalzamento del pH. Ma l'importanza di questa sua capacità enzimatica ha una notevole importanza nell'ottenimento di fonti di azoto provenienti dall'urea salivare grazie alla suddetta idrolisi. Grazie a questa sua capacità di aumentare il pH, questo microrganismo svolge quindi un'attività protettiva nei confronti dei denti limitando la loro demineralizzazione e quindi abbassando il rischio di sviluppare processi cariosi.